# Sengai

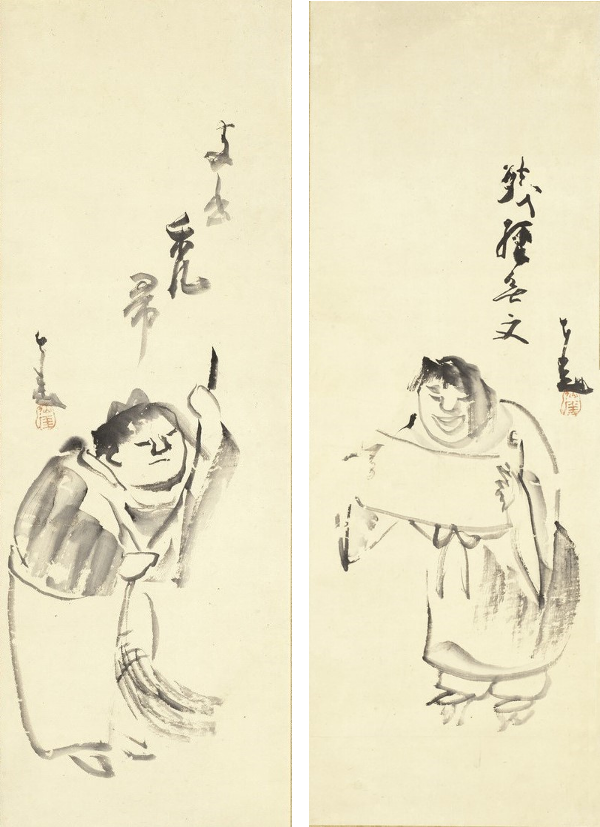
Hanshan (rechts) und Shide

Sengai Gibon (japanisch 仙厓 義梵, weitere Künstlernamen: Ayō (唖羊), Kyohaku(虚白), Muhōsai (無法斎); geboren 1750 in der Ortschaft Taniguchi in der Provinz Mino (heute Präfektur Gifu); gestorben 4. November 1837) war ein japanischer Mönch der Rinzai-shū und Zen-Maler. Er war bekannt für seine kontroversen Lehren und Schriften, und auch für seine unbeschwerten Sumi-e-Gemälde. 

## Leben
Sengai wurde Mönch unter Kūin, einem Priester des Tempels Seitai-ji in der Umgebung seiner Heimat. Später erhielt er eine Zen-Ausbildung unter Gessen Zenne des Tōki-an im heutigen Yokohama, der ihm den erfolgreichen Abschluss zum Zen-Meister bescheinigte. Danach ging Sengai nach Hakata auf Kyūshū und bildete sich weiter im Zen unter dem Priester Bankoku, der am dortigen Shōfuku-ji wirkte.
Während Sengai sich mit großem Ernst religiösen Studien widmete, reagierte er auf die Wünsche der Menge und produzierte eine große Zahl von Zen-typischen Zeichnungen, die voller Schwung gestaltet waren und der Formulierung von Haiku ähnelten. Sein Name wurde bald mit dem Namen des anderen großen Zen-Malers seiner Zeit, mit Hakuin, verbunden. Man fasste die beiden zusammen mit dem Spruch „Hakuin von Hara im Osten – Sengai von Hakata im Westen“.
Die Malereien Sengais besitzen nicht ganz die Kraft Hakuins – die Pinselführung erscheint auf den ersten Blick sogar schwerfällig und etwas kindlich – die Texte auf den Bildern sind aber oft sehr humorvoll. – Es heißt, Sengai schuf die Bilder nicht nur zur eigenen Befriedigung, sondern auch als Grundlage für ein besseres Verständnis des Zen-Buddhismus für die einfachen Leute. 
In seinen späteren Jahren lebte Sengai zurückgezogen in einem Untertempel namens Kyohaku-in. Posthum erhielt er den Namen Fumon-in Entsū Zenji. – Zu seinen bekanntesten Werken gehören Hängerollen, auf denen Hanshan und Shide, dieses berühmte Paar exzentrischer Mönche, abgebildet sind. Die Hängerollen befinden sich im Eisei Bunko, also in der Sammlung des Hosokawa-Klans.

## Lehre
Obgleich die Rinzai-shū besonders für ihre schwer verständlichen Lehren bekannt war, versuchte Sengai, sie der Öffentlichkeit zugänglich zu machen.
Im 20. Jahrhundert sammelte besonders Idemitsu Sazō seine Werke und machte sie in seinem Museum, dem Idemitsu-Kunstmuseum, der Öffentlichkeit zugänglich.

## Kreis, Dreieck und Quadrat
Eines seiner berühmtesten Gemälde zeigt einen Kreis, ein Quadrat und ein Dreieck (was die Japaner gewöhnlich mit „richtig“, „halb-richtig“ und „falsch“ verbinden). 
Dieses Gemälde wurde von Daisetz Taitaro Suzuki, der Sengai in der westlichen Welt bekannt machte und viele Bildinschriften frei ins Englische übertrug, mit „Universe“ (Universum) betitelt.

## Bilder

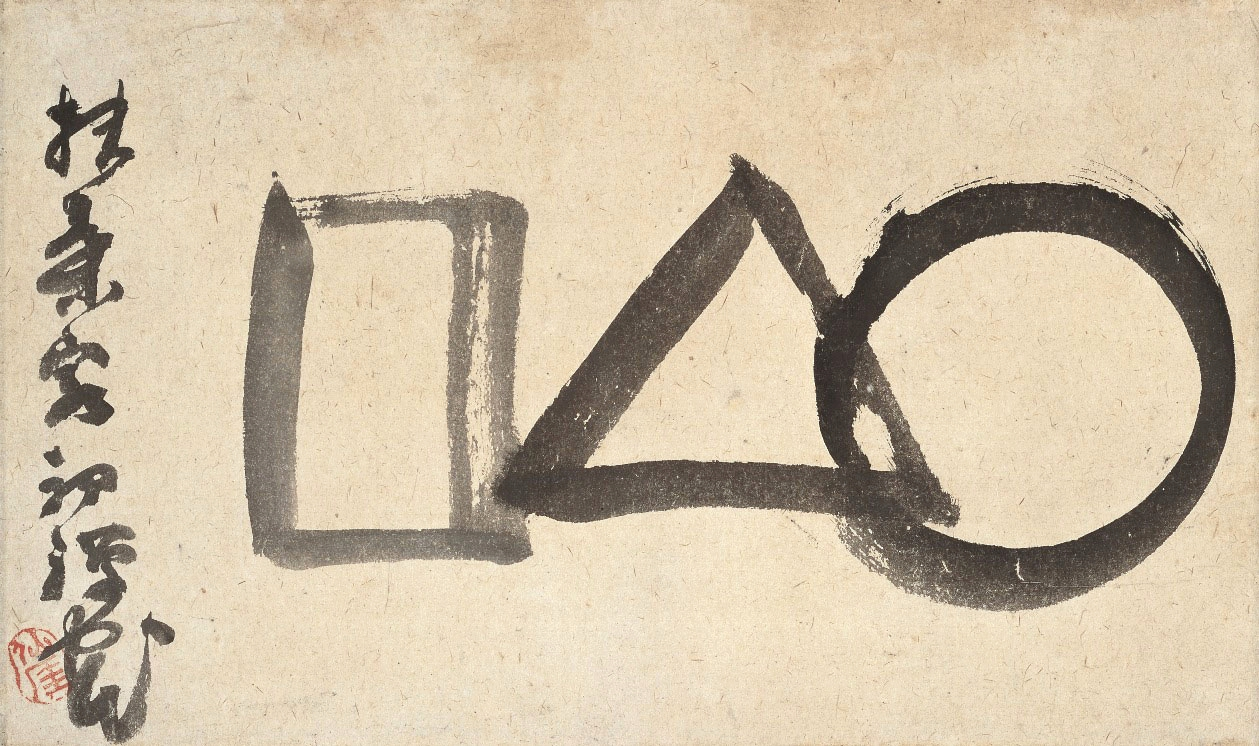
Kreis, Dreieck und Quadrat
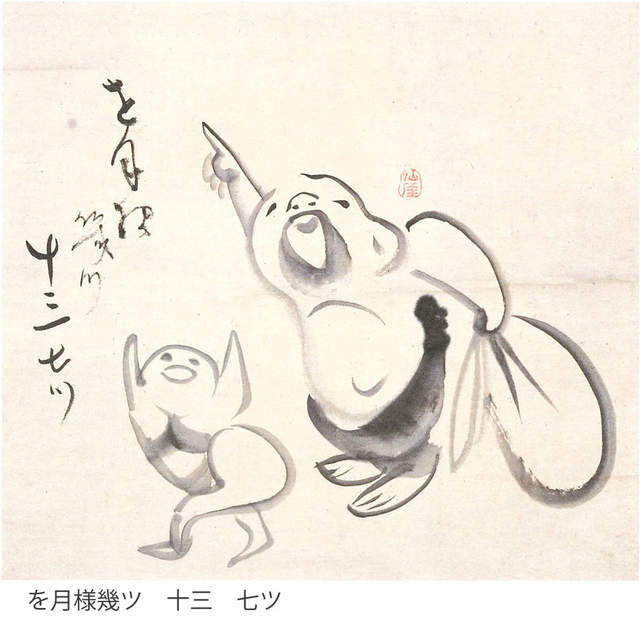
Welcher Monat ?
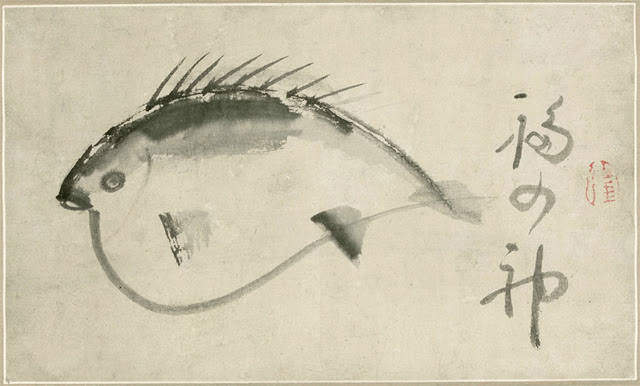
Ein Fisch
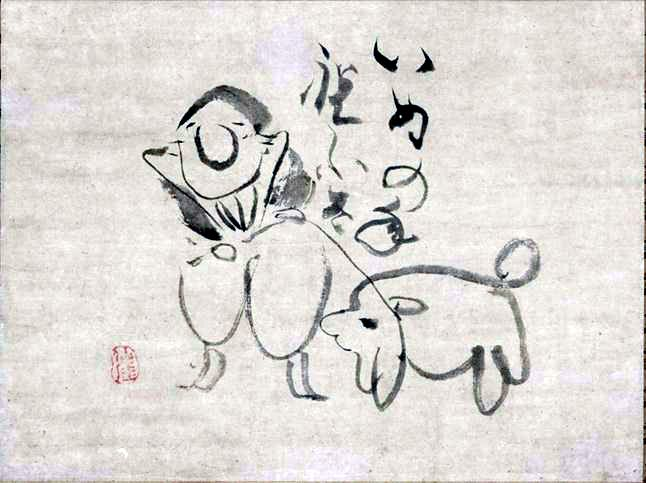
Mann mit Hund